# Estadio municipal Villanovense
El estadio municipal Villanovense es un recinto deportivo propiedad del Ayuntamiento de Villanueva de la Serena, situado en la avenida de Europa, en Villanueva de la Serena, Badajoz, España. Actualmente es el estadio del C. F. Villanovense, que milita en la Segunda Federación.

## Historia
El estadio fue inaugurado el 12 de septiembre de 1976 como sustituto del antiguo campo municipal de deportes de Santiago. Se bautizó con el nombre de estadio municipal Romero Cuerda en homenaje a Manuel Romero Cuerda, alcalde de Villanueva de la Serena en los años 1960.
En esta época, el equipo local era el extinto C. D. Villanovense, que en la temporada 1976-77 militaba en la Regional Preferente de Extremadura. El primer encuentro en categoría nacional se disputa en septiembre de 1978 ante el Puerto Real C. F., en un partido correspondiente a la Tercera División de la temporada 1978-79.Ese mismo año, el estadio celebraría por primera vez un encuentro de la Copa del Rey, el 1 de octubre de 1978, ante el Getafe Deportivo.
En la temporada 1991-92, el estadio acoge por primera vez encuentros de la Segunda División B. El debut en casa sería en la segunda jornada frente al C. F. Extremadura. El equipo finaliza la temporada como colista y posteriormente desaparece por problemas económicos.
Tras la desaparición de la entidad, en 1992 se funda un nuevo club en la localidad, que actuaría como local en este estadio, denominado inicialmente Sport Club Villanueva de la Serena, que empieza desde la Regional Preferente de Extremadura.
En 2015 el equipo, ya denominado como Club de Fútbol Villanovense desde 1999, disputa en este estadio por primera vez, un encuentro oficial contra un equipo de la Primera División de España, el conjunto serón se enfrentó en la ida de los dieciseisavos de final de la Copa del Rey al F. C. Barcelona, en un partido que finaliza con empate a 0.
En la temporada 2016-17, el C. F. Villanovense se clasifica para la fase de ascenso a Segunda División tras finalizar la liga como tercero en la Segunda División B. En primera ronda el equipo extremeño logra vencer al C. F. Fuenlabrada pero caen eliminados en la siguiente ronda ante el Racing de Santander.
A principios de 2018, el estadio pasa a llamarse estadio municipal Villanovense debido a la Ley de Memoria Histórica, que obligaba retirar el nombre del exalcalde de la localidad.
En 2021 el estadio municipal Villanovense, junto al Estadio Nuevo Vivero de Badajoz, el Estadio Francisco de la Hera de Almendralejo y el Estadio Vicente Sanz de Don Benito, acogería la fase de ascenso a Segunda División 2021, siendo una fase de ascenso a Segunda División disputada a partido único en sedes neutrales además de ser la última fase de ascenso de Segunda División B, tras la posterior reestructuración de las categorías nacionales. En Villanueva de la Serena se disputaron dos encuentros, ambos correspondientes a las semifinales, donde se enfrentaron la U. D. San Sebastián de los Reyes contra el Algeciras C. F. y el Bilbao Athletic contra el R. C. Celta de Vigo "B".
En abril de 2024 la alcaldesa de la localidad anuncia una reforma del estadio, donde se construirá un nuevo graderío.

## Ubicación y acceso
El estadio se encuentra en el este de la ciudad, junto a las avenidas de Europa y Juan Antonio Dorado Segura, al lado de la carretera EX-104.